# Pinelema dongbei
Espèce
Synonymes
- Telema dongbei Wang & Ran, 1998

Pinelema dongbei est une espèce d'araignées aranéomorphes de la famille des Telemidae.

## Distribution
Cette espèce est endémique du Guizhou en Chine,. Elle se rencontre dans le xian de Libo dans la préfecture autonome buyei et miao de Qiannan dans les grottes Dongbei, Yaogu et Yajia.

## Description
Le mâle holotype mesure 1,73 mm et la femelle paratype 2,02 mm.

## Systématique et taxinomie
Cette espèce a été décrite sous le protonyme Telema dongbei par Wang et Ran en 1998. Elle est placée dans le genre Pinelema par Zhao, Li et Zhang en 2020.

## Publication originale
- Wang & Ran, 1998 : A new cave spider of the genus Telema (Araneae: Telemidae) from China. Acta Zoologica Taiwanica, vol. 9, p. 93-96.